# Piquira
Le Piquira (portugais : Piquira Pônei ou Piquira marchador) est une race de poneys originaire du Brésil, issue du Shetland et du Criollo. Sélectionné sur sa taille et ses allures, il est destiné à l'équitation pour les enfants. La race, surtout présente dans l'état de Bahia, reste en cours de sélection. 

## Histoire
Le Piquira provient d'ancêtres de race Shetland et Criollo, ainsi que des chevaux d'allure brésiliens, en particulier le Mangalarga marchador. Les premiers sujets sont sélectionnés dans l'état de Minas Gerais et dans le Triângulo Mineiro. En 1970 est créée la Associação Brasileira dos Criadores de Cavalos Piquira e Pônei, à Belo Horizonte, qui prend en 1978 le nom de Associação Brasileira dos Criadores de Cavalo Pônei (Association brésilienne des éleveurs de poneys).
Il est classé comme race « exotique » en vertu de la régulation du ministère de l'agriculture brésilien. Sa sélection est toujours en cours.

## Description
La taille moyenne renseignée dans l'édition 2016 de l'encyclopédie de CAB International est de 1,27 m à 1,32 m. En revanche, le guide Delachaux (2014) et l'association officielle de la race indiquent une taille toujours inférieure à 1,28 m chez les juments, pour une moyenne de 1,20 m chez les juments, et une taille obligatoirement inférieure à 1,30 m chez les mâles, pour 1,22 m de moyenne,. Une taille supérieure à 1,15 m est obligatoire dans les deux cas. Le poids recherché est de 150 kg pour les femelles et 200 kg pour les mâles.
Il présente un modèle de poney de selle, mais reste assez variable de modèle. Il est recherché avec des jambes plus longues que les poneys classiques. La tête présente un profil rectiligne, un front large, de grands naseaux flexibles et de petites oreilles. L'encolure est pyramidale. Le garrot est sorti. Les épaules sont inclinées et la poitrine est profonde. La croupe présente une légère inclinaison, et est courte, droite et musclée..
La couleur de robe peut être de tout type, tant qu'il y a pas présence d'une double dilution par le gène Crème, ni d'une robe blanche,. Pelage, crinière et queue sont fins et soyeux.
Certains poneys disposent d'allures supplémentaires en remplacement du trot. Le Piquira est réputé docile, endurant et calme.
La sélection de la race est toujours assurée par la Associação Brasileira dos Criadores de Cavalo Pônei. Cette sélection porte sur la taille et la recherche d'allures agréables pour le cavalier. Un concours d'élevage est organisé chaque année au mois de mars.

## Utilisations
Le Piquira est destiné à l'équitation sur poney, pour les enfants. Il présente de nombreuses qualités à cet usage, telles que la polyvalence et le confort des allures. Il est possible de l'utiliser en travail avec le bétail.

## Diffusion de l'élevage
La race est indiquée comme locale, et comme d'origine exotique au Brésil, d'après la base de données DAD-IS. Elle est notamment présente dans l'état de Bahia, mais se rencontre théoriquement dans tout le Brésil. 
Le Piquira n'est pas cité dans l'étude menée par l'Université d'Uppsala, publiée en août 2010 pour la FAO.
En revanche, DAD-IS le signale comme n'étant pas menacé d'extinction. 